# Asperoseius africanus
Asperoseius africanus är en spindeldjursart som beskrevs av Chant 1957. Asperoseius africanus ingår i släktet Asperoseius och familjen Phytoseiidae. Inga underarter finns listade.